# Daniele Archibugi
Daniele Archibugi là một nhà lý luận kinh tế và chính trị người Ý. Ông làm việc về kinh tế và chính sách đổi mới và thay đổi công nghệ, về lý thuyết chính trị về quan hệ quốc tế và về toàn cầu hóa chính trị và công nghệ.
Daniele Archibugi theo học chuyên ngành kinh tế tại đại học La Sapienza ở Roma và lấy bằng tiến sĩ tại Đại học Sussex. Ông làm việc và giảng dạy tại Đại học Sussex, Napoli, Đại học Cambridge, Roma và tại Trường Kinh tế và Khoa học Chính trị Luân Đôn (London School of Economics and Political Science). Kể từ năm 2006, ông đã nhận được danh hiệu Giáo sư danh dự tại Đại học Sussex. Hiện tại ông đang làm việc tại Hội đồng nghiên cứu quốc gia Ý ở Roma và tại Birkbeck, Đại học London.